# South Newbald
South Newbald – osada w Anglii, w hrabstwie East Riding of Yorkshire. Leży 21 km na zachód od miasta Hull i 258 km na północ od Londynu.